# Erika Ender
Erika Ender, de nom complet Erika María Ender Simoes, (Ciutat de Panamà, 21 de desembre de 1974) és una cantant, compositora i actriu panameña. Ender, a part de tenir una respectable carrera com cantant, és considerada una de les compositores més importants i prolífiques del mercat de la música llatina actual. Juntament amb Luis Fonsi i Daddy Yankee, és coautora de l'èxit mundial " Despacito ".

## Primers anys de vida
Erika va néixer a la ciutat de Panamà, filla del pare panameny-americà i de mare brasilera. Per raó de les seves arrels, la jove Erika va créixer en una llar multicultural i trilingüe, de manera que escriu, canta i compon cançons en castellà, portuguès i anglès. Actualment, Erika resideix a Miami, Florida.

## Carrera
Com a cantant, ha llançat 5 discos compactes, 3 d’ells internacionals, en diversos gèneres com el pop, el rock, el tropical i el regional mexicà. La seva versatilitat musical ha fet possible que interpretin les seves cançons estrelles com Daddy Yankee, Chayanne, Gloria Trevi, Ednita Nazario, Gilberto Santa Rosa, Ana Bárbara, Víctor Manuelle, Los Horóscopos de Durango, Milly Quezada, Elvis Crespo, Giselle, Melina León, Ha *. Ash, Prince Royce, Akon, José Luis Rodríguez "El Puma", Luis Enrique, Luis Fonsi, Malú, Jaci Velásquez o Azúcar Moreno, 
La seva exitosa carrera com a compositora inclou els àlbums: Abreme La Puerta, Cueste Lo Que Cueste i En Concierto. Encapçalant la cartellera amb senzills com "Cheque al portador", "Abreme la puerta" (tots dos del 2004), "Luna Nueva" (2006), "Masoquista" (2009), Qui me escucha? "Quien Venda. .. No Entra "(2006)," Cadê? " I "Sigo Caminando", estrenat a la gala final d'Idol Puerto Rico 2012, entre d'altres, l'ha portada a actuar a diversos països on ha compartit la seva música, talent i carisma.
Un gran èxit com a compositora va ser quan el 2004 el seu tema "Cheque al portador" li va permetre classificar-se al reconegut Festival Internacional de la Cançó de Viña del Mar, on va representar el seu Panamà natal per primera vegada (en 45 anys), ja que el festival va començar a celebrar-se el febrer de 1960.
El gener del 2017 es va llançar "Despacito " cantat per Daddy Yankee i Luis Fonsi i compost per Erika Ender. El videoclip va arribar als 6.000 milions de visualitzacions, i la cançó es va convertir en el número 1 de gairebé totes les llistes de cartellera llatina.

## Premis
- Cartellera llatina[3]
- SESAC - Cançó de l'any (2010)[4]
- ASCAP[4]
- Premis Grammy Llatins[5]
- Supervisa el llatí
- Premis Saló de la Fama dels Cantautors Llatins La Musa - 2017
- Premio Faro Cultural 2017 - Comunicad (Washington, DC)
- Millor cançó regional mexicana 2016: Grammy llatí
- Leading Ladies of Entertainment 2017 - Latin Recording Academy of Arts and Sciences
- Cançó de l'any 2017: Grammy llatí
- Global Icon Award 2018 - SEASAC Latina Music Awards
- Top Latin Song 2018: Billboard Music
- Premi Horizon 2018: The National Hispanic Foundation for the Arts
- Premi Humanitari 2018 - Fundació TJ Martell (Los Angeles, Califòrnia)
- Top Hot 100 Cancions 2018: Billboard Music
- Top Latin Song 2018: Billboard Music
- Cançó en streaming de l'any 2018: cartellera llatina
- Canción Pop Latina del Any 2018 - Billboard Latino
- Cançó de l'any de Airplay 2018: Billboard Latino
- Cançó digital de l'any 2018: Billboard Latino
- Cançó més venuda 2018: Billboard Latino
- Cançó de l'any 2018 - Premis SESAC Llatina de la Música
- She Rocks Awards 2019 - Dreaming Out Loud She Rocks Women in Music
- Premi Filantropia 2019 - Fundació Cala

## Nominacions
- Carteleras latinas
- Grammy Llatí 2017: nominat millor cantant d'àlbums per "Tatuajes"
- Premios Oye !
- ARPA

Molts dels "radio singles", escrits per Erika, han estat nominats als premis Grammy i als premis Latin Grammy .

## Ambaixadora
- Ambaixadora IOF 2008 - Fundació Internacional per a l'Osteoporosi
- Ambaixadora global de Spotify 2017 - Spotify
- Ambaixadora Cultural 2019 - Carnaval de Rio
- Ambaixadora mundial de Special Olympics - Special Olympics International

## Filmografia

### Actriu
La seva versatilitat l’ha portat a realitzar diverses representacions al cinema i a la televisió.
Cinema: Grandpa (2011), dirigida per Joseph Medina i produïda per Edgardo Franco, més conegut com 'El general'. És la història d’un avi i del seu net, que mantenen una estreta relació de respecte i afecte. Malauradament, tot canvia quan l’avi pateix un accident de trànsit i ha de ser ingressat en una residència.
Comerç internacional: Miami Herald, Florida Lottery, MCI (juntament amb María Celeste Arrarás) i AmericaTel junt amb Don Francisco.
Teatre musical: el narrador de José El Soñador, dirigit pel famós Bruce Quinn.

### Jutge o celebritat
- Idol Kids Puerto Rico (2012) (al costat de Servando i Florentino, Edgardo Díaz i Carlos Ponce); Produït per FreeMantle Media per a Wapa TV Puerto Rico.
- IDOL PUERTO RICO (2011) (juntament amb Ricardo Montaner, Jerry Rivera i Carlos "Topy" Mamery); Produït per FreeMantle Media per a Wapa TV Puerto Rico.
- Batalla de las Américas (2009) amb María Conchita Alonso i Julio Iglesias Jr. (MEGA TV - EUA, CHAIN 3 - Mèxic i Venevisión International per a Amèrica Llatina).
- Dímelo Bailando (2004) (Mega TV - EUA).
- Vive la música al canal 2 de TVN - Panamà.

### Coproductora de programes
- La Cuerda
- Vital (Fox World, Canal 8, Miami, EUA).

### Presentadora
- Life Ꜿ Online (Vida en Línea): Discovery Channel EUA i Amèrica Llatina (1998-1999).
- El Mix del Fin de Semana : Telemetro Panamá (1995–1996).
- Salsarengue : Telemetro Panamà (1995).
- Son de Sabor (segment Son del Patio): RPC TV Channel 4, Panamà (1994).
- Eventos Especiales : TVN Channel 2, (1993-1994).